# Cerro Azul-Bahn
| Streckenlänge: | 35 km             |                            |                            |
| Spurweite: | 1067 mm (Kapspur) |                            |                            |
| Zweigleisigkeit: | nein              |                            |                            |
| |                   |                            |                            |
| \| \| 0 \| Cerro Azul (⊙) \| Cerro Azul (⊙) \| \| \| 6 \| Hacienda Santa Barbara (⊙) \| Hacienda Santa Barbara (⊙) \| \| \| \| \| \| \| \| 14 \| Hacienda La Quebrada (⊙) \| Hacienda La Quebrada (⊙) \| \| \| 10 \| Cañete Nueva \| Cañete Nueva \| \| \| 16 \| San Vicente de Cañete[Anm. 1] (⊙) \| San Vicente de Cañete[Anm. 1] (⊙) \| \| \| \| \| \| \| Quellen: [1]:52 \| \| \| \| |                   |                            |                            |
| Betriebs-/Güterbahnhof Streckenanfang (Strecke außer Betrieb) | 0                 | Cerro Azul (⊙)             | Cerro Azul (⊙)             |
| Dienststation / Betriebs- oder Güterbahnhof (Strecke außer Betrieb) | 6                 | Hacienda Santa Barbara (⊙) | Hacienda Santa Barbara (⊙) |
| Abzweig geradeaus und nach links (Strecke außer Betrieb) · Strecke von rechts (außer Betrieb) |                   |                            |                            |
| Strecke (außer Betrieb) · Betriebs-/Güterbahnhof Streckenende (Strecke außer Betrieb) | 14                | Hacienda La Quebrada (⊙)   | Hacienda La Quebrada (⊙)   |
| Haltepunkt / Haltestelle (Strecke außer Betrieb) | 10                | Cañete Nueva               | Cañete Nueva               |
| Betriebs-/Güterbahnhof Streckenende (Strecke außer Betrieb) | 16                | San Vicente de Cañete (⊙)  | San Vicente de Cañete (⊙)  |
| |                   |                            |                            |
| Quellen: :52 |                   |                            |                            |

Die Cerro Azul-Bahn war ein kleines Eisenbahnnetz in Peru, in der Spurweite 1067 mm (Kapspur), das seinen Ausgang von der Hafenstadt Cerro Azul am Pazifik nahm. Die Bahnstrecke befand sich in der heutigen Provinz Cañete.

## Geschichte
1868 erhielt der Inhaber der Hacienda La Quebrada eine Konzession zum Bau einer Eisenbahn nach Cerro Azul, 1870 wurde wohl eine weitere Konzession erteilt, um San Vicente de Cañete an die erste Bahn anzuschließen. Im Salpeterkrieg (1879–1884) blieb die Anlage weitgehend unbeschädigt, aber die Agrarbetriebe, in deren Hand sie sich befand, erholten sich von den wirtschaftlichen Einbußen nicht mehr und wurden 1900 – zusammen mit der Bahn – von der British Sugar Corporation übernommen. Das Netz hatte insgesamt einen Umfang von 35 km. Die Bahn blieb bis in die 1940er Jahre in Betrieb. Ein kleines Reststück im Bereich des Hafens von Cerro Azul wurde noch länger als Hafenbahn genutzt.:53

## Betrieb
Die Bahn diente fast ausschließlich den anliegenden landwirtschaftlichen Betrieben, um Betriebsstoffe vom Hafen heranzuschaffen und Ernten abzufahren, hauptsächlich Zuckerrohr und Baumwolle. Planmäßiger Personenverkehr fand wohl nie statt.:53